# Coalición Andalucista-Poder Andaluz
Coalición Andalucista-Poder Andaluz fue el nombre que adoptó una coalición electoral formada en España para presentarse a las Elecciones al Parlamento Europeo de 1994 y a las elecciones al Parlamento de Andalucía de 1994. Sus integrantes eran el Partido Andalucista y una escisión de este encabezada por Pedro Pacheco, el Partido Andaluz del Progreso.
La coalición partía de los resultados en solitario del Partido Andalucista en las elecciones de 1989 en las este había obtenido 295.047 votos (1,86%) y un eurodiputado.
Sin embargo, Coalición Andalucista-Poder Andaluz obtuvo únicamente 140.445 votos en toda España (0,76%), siendo la novena fuerza política y no obteniendo representación. La coalición sólo obtuvo resultados significativos en Andalucía (136.046 votos, 3,78%% en la comunidad autónoma), sin pasar del 0,05% en ninguna otra comunidad autónoma.
En las elecciones autonómicas andaluzas obtuvo 208.862 votos (5,85%) y 3 diputados (2 del PA y 1 del PAP), perdiendo 7 escaños respecto a los resultados del Partido Andalucista en 1990.